# Velho ano-novo
O Velho Ano-Novo, também conhecido como Ano-Novo Ortodoxo é um feriado não oficial que se celebra o primeiro dia do ano no Calendário Juliano, de acordo com o Calendário Gregoriano essa data cai nos dias 13 e 14 de janeiro nos séculos 20 e 21. Essa data tradicional do Ano Novo é às vezes comumente chamada de "Ortodoxa" porque remonta a uma época em que os governos da Rússia e da Europa Oriental usavam o calendário Juliano, que ainda é usado pelas Igrejas Ortodoxas Orientais.

## História
Em 1582, quando a maioria dos países passaram a adotar o calendário gregoriano, a Igreja Ortodoxa recusou-se a adotar a reforma feita pelo Papa Gregório XIII e continuou baseando suas datas de acordo com o calendário juliano, assim, o número de dias foram atrasando. Atualmente é celebrado no dia 14 de janeiro nos séculos 20 á 21. A partir de 2100 passará a ser comemorado no dia 15 de janeiro.

## Celebrações

#### Na Rússia
Embora a República Socialista Federativa Soviética Russa tenha adotado oficialmente o calendário gregoriano em 1918, a Igreja Ortodoxa Russa continuou a usar o calendário juliano. O Ano Novo tornou-se um feriado que é celebrado por ambos os calendários.
Como na maioria dos países que usam o calendário gregoriano, o dia de Ano Novo na Rússia é um feriado público celebrado em 1º de janeiro. Nesse dia, entretenimento alegre, fogos de artifício, refeições elaboradas e muitas vezes fartas e outras festividades são comuns. O feriado é interessante porque combina as tradições seculares de trazer o Ano Novo com os costumes Cristãos Ortodoxos do Natal, como a kolyada.
O ano novo pelo calendário juliano ainda é observado informalmente, e a tradição de celebrar a chegada do ano novo duas vezes é amplamente apreciada: 1º de janeiro (novo ano novo) e 14 de janeiro (velho ano novo).
Normalmente não tão festivo quanto o Ano Novo, para muitos este é um feriado nostálgico em família que termina o ciclo de férias do Ano Novo (que inclui o Natal Ortodoxo Oriental em 7 de janeiro) com grandes refeições tradicionais, cantos e bebidas comemorativas.

#### Na Sérvia
A Igreja Ortodoxa Sérvia, com adesão tradicional na Sérvia (incluindo Kosovo), Bósnia e Herzegovina, Montenegro e Croácia, celebra suas festas e feriados de acordo com o calendário juliano.
Uma parte da população celebra o Ano Novo sérvio de maneira semelhante ao Ano Novo em 1º de janeiro. Desta vez, geralmente um concerto é organizado em frente à Prefeitura ou ao Parlamento Nacional (em Belgrado), enquanto fogos de artifício são preparados pelo Igreja Ortodoxa da Sérvia e disparada da Igreja de São Sava, onde as pessoas também se reúnem. Outras cidades também organizam essas celebrações. Restaurantes, clubes, cafés e hotéis geralmente estão lotados e organizam as celebrações de Ano Novo com comida e música ao vivo.
Um nome folclórico tradicional para este feriado como parte dos Doze Dias de Natal é Pequeno Natal (Мали Божић / Mali Božić). Algumas famílias continuam com os procedimentos das tradições do Natal sérvio.

## Início do Velho-Ano Novo
| Anos      | Data de Início no Calendário Gregoriano |
| --------- | --------------------------------------- |
| 1582-1700 | 11 de janeiro                           |
| 1701-1800 | 12 de janeiro                           |
| 1801-1900 | 13 de janeiro                           |
| 1901-2100 | 14 de janeiro                           |
| 2101-2200 | 15 de janeiro                           |